# Systemaufstellung
Systemaufstellung (auch Systemische Aufstellung) bezeichnet ein Verfahren der Systemischen Therapie, in dem aus einer vorhandenen Gruppe Personen oder alternativ Figuren stellvertretend für Mitglieder oder Entitäten (Teile, Aspekte) eines (üblicherweise sozialen) Systems gewählt und in einem realen Raum sodann repräsentativ zueinander in Beziehung (auf-)gestellt werden.
Je nach System wird unterschieden: 
- Familiensystem: Familienaufstellung (auch Familienstellen)
- Organisationssystem: Organisationsaufstellung
- abstrahiertes System: (Systemische) Strukturaufstellung.

Bei Systemaufstellungen handelt es sich nicht um Rollenspiele. Primär geht es bei Systemaufstellungen um die Abbildung bzw. das Erkennen von (eventuell dysfunktionalen) Beziehungsstrukturen.